# 오리지널 팬케이크 하우스
오리지널 팬케이크 하우스(The Original Pancake House)는 미국의 팬케이크 하우스 체인이다. 캐나다에서 1958년에 시작된 프랜차이즈가 있고, 대한민국과 일본으로 사업을 확장했다. 대표적인 요리로 사과 팬케이크와 더치 베이비가 있다.

## 역사
레스 하이트(Les Highet)와 어마 휴네케(Erma Hueneke)는 1953년에 오리건주 포틀랜드에서 오리지널 팬케이크 하우스를 설립했다. 이후 위니펙에서 프랜차이즈를 시작했다. 1999년에 미국의 클래식 부문에서 제임스 비어드 재단 상을 수상했다. 2013년에 대한민국 서울에서 첫 해외 지점을 연 후 일본 도쿄로 확장했다.

## 같이 보기
- 아이홉